# Nieuport IV
El Nieuport IV  fue un avión utilitario monomotor y biplaza, construido por la compañía aeronáutica Société Anonyme des Etablissements Nieuport a comienzos de los años 1910. Realizó su primer vuelo en 1911.

## Historia y notas
La Société Anonyme des Etablissements Nieuport creada en el año 1909 por Édouard Nieuport en Suresnes, Francia, diseñó el Nieuport IV como un desarrollo de sus aviones monoplanos, los cuales dieron comienzo con el monoplaza Nieuport I. Hizo su primer vuelo en 1911 y se diseñó originalmente como un avión deportivo biplaza, aunque rápidamente encontró clientela para su uso como avión de entrenamiento, principalmente en las fuerzas aéreas de varios países, entre ellos los ejércitos británico y ruso.

## El Nieuport IV en la Aeronautica Militar española
El avión resultaba muy difícil de pilotar. España adquirió seis unidades en 1912 y otros cinco en abril de 1913. Todos estaban propulsados por el motor rotativo Gnome et Rhône de 80  CV de potencia. En febrero de 1914 la AME (Aeronáutica Militar Española) adquirió algunos Nieuport IVM para sustituir a los Nieuport 2G destinados en el Protectorado español de Marruecos.
El capitán Emilio Herrera Linares utilizó este avión, adquirido por el Servicio de Aviación, para formar a los diez primeros pilotos que participaron en la guerra del Rif. Este aeroplano fue el elegido para formar la primera «Escuadrilla expedicionaria» para lo cual se adquirieron cinco unidades que se enviaron a Tetuán. Ese mismo año, el capitán Herrera batió el récord de altura y alcanzó los 2600 m s. n. m.; poco más adelante el teniente médico Pérez Núñez lo volvió a batir al alcanzar los 2900 m s. n. m.
Los capitanes José Ortiz Echagüe y Herrera Linares pilotaron este avión en 1914 para atravesar el Estrecho de Gibraltar desde Tetuán a Sevilla en un vuelo sin escalas, convirtiéndose en el primer vuelo intercontinental de la historia. Por este hecho, el rey  Alfonso XIII  nombró a ambos «Gentilhombre de cámara con ejercicio».
El Museo de Aeronáutica y Astronáutica posee un ejemplar que es una réplica pero tiene varias piezas originales. Fue donado por Asociation Aéronautique Nord Aero y está en el museo desde 1996.

## Variantes
- IV: modelo civil
- IVG: modelo militar

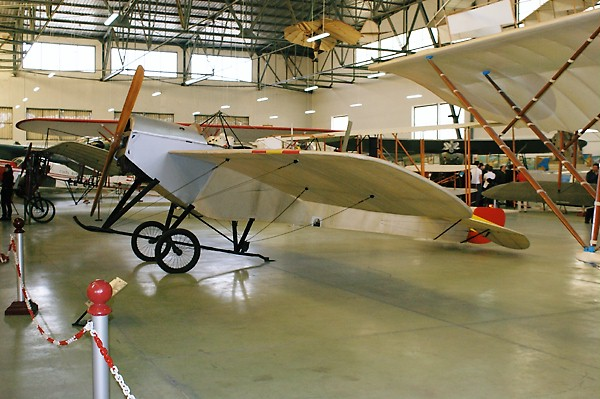
Nieuport IVGM de la AME

- IVH: modelo equipado con flotadores
- IVM: modelo de observación

## Usuarios
Argentina
Los Nieuport del Ejército Argentino
 Grecia
 Italia
 Japón
 Rumania
 España (Nieuport IVM)
 Suecia
 Reino Unido

## Especificaciones

### Características generales
- Tripulación: 1
- Longitud: 8,2 m (26,9 ft)
- Envergadura: 12,1 m (39,7 ft)
- Superficie alar: 22 m² (236,8 ft²)
- Peso vacío: 483 kg (1064,5 lb)
- Planta motriz: 1× Motor rotatorio Gnome.
  - Potencia: 75 kW (103 HP; 102 CV)
- Hélices: 1× bipala de paso fijo por motor.

### Rendimiento
- Velocidad máxima operativa (Vno): 120 km/h (75 MPH; 65 kt)
- Régimen de ascenso: 0,7 m/s (130 ft/min)